# Копецький Чеслав Васильович
Чеслав Васильович Копецький (1 березня 1932 — 27 січня 1988) — радянський хімік і металознавець, доктор технічних наук (1973), член-кореспондент АН СРСР (1979). Лауреат двох Державних премій СРСР.

## Біографія
Народився в селі Носиківка Вінницької області. Закінчив Московський інститут сталі та сплавів (1954).
До 1957 року — інженер на Подільському механічному заводі. У 1957—1966 роках — науковий співробітник Інституту металургії АН СРСР.
Із 1966 року працював у Інституті фізики твердого тіла АН СРСР. Одночасно з 1978 року — професор Московського інституту сталі та сплавів. Член-кореспондент АН СРСР по Відділенню фізикохімії та технології неорганічних матеріалів (1979).
Із 1 січня 1984 року — перший директор Інституту проблем технології мікроелектроніки і особливо чистих речовин АН СРСР.
Область наукових інтересів — розробка методів отримання високочистих металів і сплавів, вивчення фізики і хімії поверхні металів і сплавів, створення технології тугоплавких металів і сплавів.
Розробив метод електронно-променевої зонної плавки тугоплавких металів високої чистоти. Сформулював основні структурні принципи технології обробки тугоплавких металів з об'ємноцентрованими кубічними ґратками.
Похований на Введенському кладовищі (4 ділянка).

## Нагороди
- Орден «Знак Пошани» (1971)
- Орден Трудового Червоного Прапора (1975, 1981)
- Орден Жовтневої революції (1986)
- Державна премія СРСР (1968, 1983)